# Ниров, Сеф Харабиевич
Сеф Харабиевич Ниров (15 июня 1944, Каменномостское, Кабардино-Балкарская АССР — 16 января 2006, Нальчик) — советский и российский тренер по дзюдо. Один из основателей дзюдо в КБАССР. Заслуженный тренер России.

## Биография
- Окончил Ставропольский государственный университет
- Начинал работать тренером по дзюдо в обществе «Динамо», затем в «Спартаке»
- В 1972 году при содействии Нирова в КБАССР открылись секции дзюдо.
- Среди учеников: А. Гаунов[2][3], О. Урусов, С. Шогенов, Р. Газаев

## Награды
- Заслуженный тренер России

## Память
- ежегодно в КБР проходит Мемериал Нирова[4][5][6]